# Zeptosekunda
Zeptosekunda (symbol: zs) to jednostka podwielokrotna (ułamkowa) jednostki czasu - sekundy w układzie SI równa jednej tryliardowej części sekundy.
{\displaystyle 1\,\mathrm {zs} =10^{-21}\,\mathrm {s} =0{,}000\,000\,000\,000\,000\,000\,001\ \mathrm {s} }
Słowo „zeptosekunda” jest złączeniem przedeostka „zepto” i jednostki sekunda. Zepto pochodzi od greckiego słowa dwadzieścia jeden (zeptos).
- 1 zeptosekunda to czas, w którym foton przebywa odległość równą jednej średnicy atomu wodoru.